# David Scarfe
David Scarfe (* 26. November 1960 in Canberra) ist ein ehemaliger australischer Radrennfahrer.

## Sportliche Laufbahn
Scarfe war Teilnehmer der Olympischen Sommerspiele 1980 in Moskau. 
Im Mannschaftszeitfahren wurde Scarfe gemeinsam mit Michael Wilson, Remo Sansonetti und Kevin Bradshaw als 11. klassiert. Er startete für den St. George Cycling Club.